# Masnaví

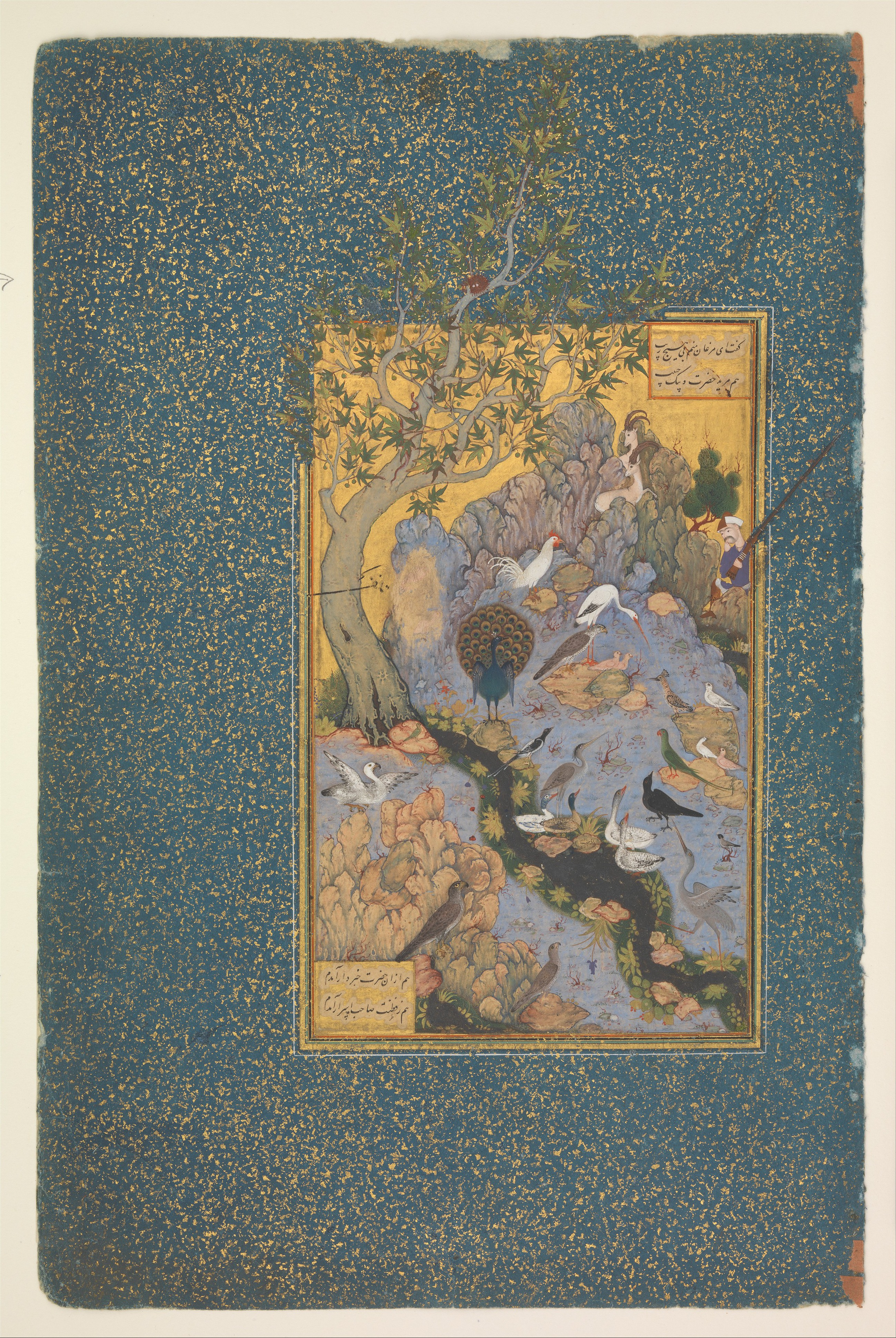
Manuscrito persa del del masnaví Mantiq al-Tayr, El lenguaje de las aves, de Farid al Din Attar.

El masnaví, llamado también masnawi o mathnavi, es un género poético de las literaturas  persa,  turca,  urdu y  árabe, basado en estrofas de dos versos o pareados, en número indeterminado, aunque generalmente extenso y con el patrón de rima aa/ bb/ cc, etc.
Aunque principalmente utilizado para la poesía heroica, histórica y épica romántica, el género masnavi también lo fue en la de carácter  didáctico abordando temas  filosóficos o religiosos. La métrica de cada hemistiquio no excedía de  once sílabas.

## Masnavi persa
El primer masnavi relevante que se conoce es del periodo samánida (s. X d. C.).
Aunque tuvo su aparición en fecha más tardía que su homólogo en lengua árabe, el muzdawid, el masnavi es considerado por la inmensa mayoría de los eruditos modernos como una continuación de una forma poética iraní y no de su equivalente árabe, si bien es muy probable que surgiera de un proceso de adaptación de la poética preislámica a la prosodia del periodo islámico. Las etapas de este proceso no pueden ser determinadas actualmente, por la escasez de vestigios que se conservan de la poesía persa pre-clásica.

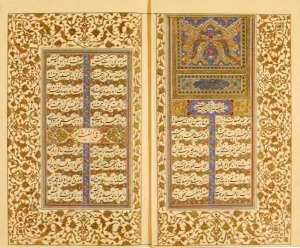
Hadiqat al Haqiqa, El Jardín de la Verdad, masnavi de Hakim Sanai. Manuscrito persa.

En general, los masnavis se conforman de una serie de secciones o capítulos introductorios (comúnmente denominados dibaca) y el texto propiamente dicho del masnavi. A su vez en las secciones introductorias se tratan una serie de temas diversos, algunos consideraros como necesarios o de obligada mención y otros añadidos a criterio del poeta. Entre los primeros estarían la alabanza a Dios, plegarias, elogio del  Profeta en el que habitualmente se incluyen a su Familia y Compañeros, una dedicatoria al patrocinador del poeta, así como explicaciones sobre las circunstancias de la composición del poema, su tema principal, etc.
La literatura persa del periodo islámico está fuertemente imbuida por el espíritu del sufismo y esta influencia se haría sentir en la forma literaria del masnavi que, muy pronto, sirvió como modo de expresión sufí tal como aconteció con Sanai, el poeta de  Gazni, que fue el primero en utilizarlo en ese sentido en su Hadiqat al Haqiqa o El Jardín de la Verdad y que es considerado precursor de los conocidos masnavis Mantiq al Tayr y Masnavi-ye Manavi.
En la modalidad poética del masnavi fueron escritos muchas reconocidas obras literarias en persa:
- Shahnameh o El Libro de los Reyes, de Ferdousí (935-1020 n.e.). Gran epopeya histórico poética sobre el antiguo Irán.
- El jardín amurallado de la verdad o Hadiqat al Haqiqa de Hakim Sanai (1070-1150 n.e.).
- Khamsa o Quinteto, Makhzan al-Asrar o Tesoro de los misterios y Eskandar nameh o Libro de Alejandro (Magno) de Nezamí Ganyaví (1141-1209 n.e.).
- Illahi Nama, El Asrar Nama y El Mantyq al Tayr o La conferencia de los pájaros, reconocido masnavi alegórico de Farid al Din Attar (ca.1145 -1221 n.e.) en el que describe las vicisitudes de los pájaros (que simbolizan a los buscadores de la Verdad), en su viaje a través de siete maravillosos valles (o etapas espirituales) en busca de su rey, el mítico Simurgh o Fénix ( alegoría de la Verdad Suprema).[4]

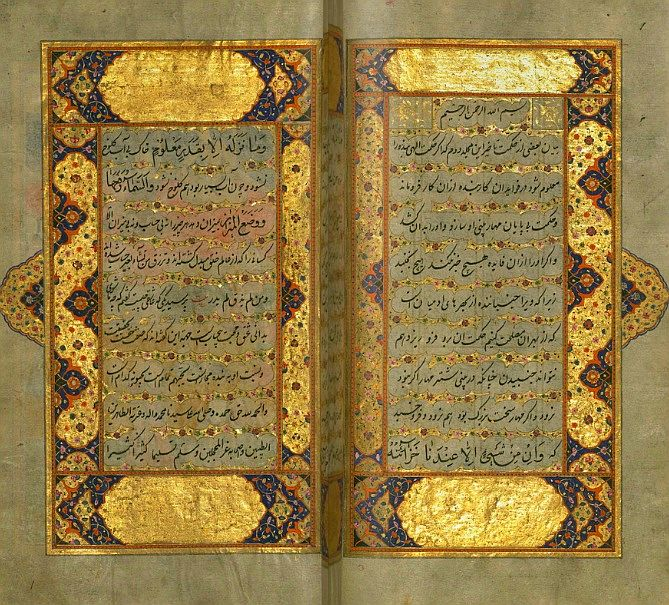
Manuscrito iluminado hindú del s. XVII del Masnavi ye Manavi de Jalal al-Din Rumi

- El Masnavi-ye Manavi o Masnavi Espiritual, monumental obra de más de 25.000 versos en seis volúmenes de Yalal ad-Din Rumi (1207-1273 n.e.). Es un compedio de relatos y poemas que expresan, desde la mística  sufí, la plenitud que confiere la unión con la Verdad Transcendente.[6][7]
- El Bustan o Huerto de Sa'di (1213-1291 n.e.),
- Homay o Homayun de Khwaju Kermani (1290-1352 n.e.),
- Gulshan i raz o El jardín de las rosas del misterio de Mahmud Shabistari (1288-ca.1340 n.e.) y
- Haft Awrang o Los siete tronos de Jami (1414-1492 n.e.).[4][8][9]

En la literatura persa moderna, el masnavi demostró ser todavía un medio útil para los poetas persas si bien renovando sus contenidos. Ejemplo de ello serían el masnavi de tendencia nacionalista Nama-yi bastan o Salar-nama (1895-6) del pensador iraní Aka Khan Kirmani también conocido como Bardsiri (ca.1853-1896) y el Pahlawi-nama, una inacabada historia del Irán islámico en versos heroicos de Nawbakht, publicada en 1926-8. En los masnavis de Amiri (1860-1947) y de la poetisa Parwin I'tisami (1907-1941) se expresaba criticismo político y social.
El último gran masnavi escrito por un poeta persa, ha sido el Kar-nama-yi zindan de Malik al Shua'ara Bahar (1885-1951), en el que el escritor y político iraní relata, con el estilo de los grandes poetas didácticos del pasado, sus vicisitudes políticas durante los años treinta.

## Masnavi turco
El masnavi turco se desarrolló tarde bajo la influencia del masnavi persa y paralelamente a él. La más antigua obra de la literatura turca musulmana que se conserva es un extenso masnavi didáctico, el Kutadgu Bilig, obra karajánida del siglo XI n.e. escrita por Yusuf Khass Hajib de Balasugan (Kirguistán), para el príncipe de Kashgar.

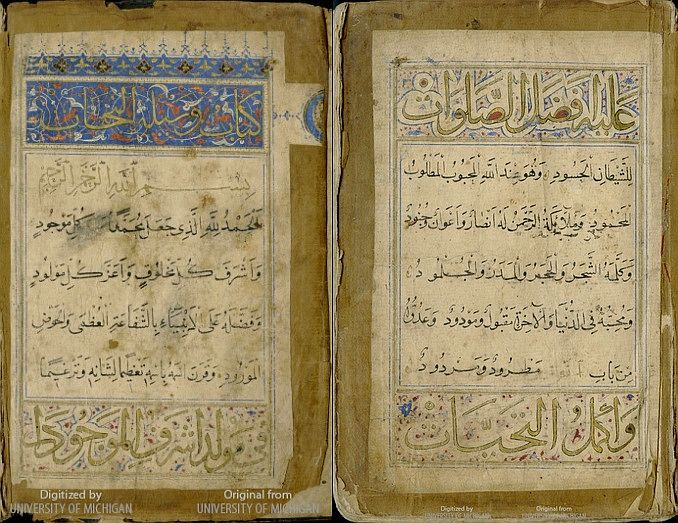
Masnavi Wasīlat al-najāt fī mawlid Ashraf al-mawjūdāt de Süleyman Çelebi. Manuscrito otomano

Los masnavis turcos y persas comparten multitud de rasgos comunes que van, desde el tema mismo (lo que los clasifica principalmente en heróicos, didático religiosos y amorosos), hasta la elección de la métrica apropiada (mutakarib, ramal y hazadj, respectivamente).
El elemento principal del masnavi narrativo era la trama amorosa entre dos personajes principales, hombre y mujer, quienes daban a la obra su título. La estructura y contenido del relato eran muy semejantes a los de la qasida árabe, aunque sin la rigidez de esta forma poética.
En cuanto al masnavi místico-didáctico, fue introducido en Anatolia por Yalal al Din Rumi y su hijo Sultan Walad.
El Wasilat al-najat  (1409 n.e.) de Suleyman Celebi o Suleyman de Bursa (m. 1429 n.e.), que aborda el nacimiento y los milagros del Profeta  Muhammad, ha permanecido inmensamente popular.
A partir del siglo XIV (n.e.), los poetas turcos produjeron brillantes traducciones y adaptaciones de originales persas.
El término ghazawat-name es empleado en referencia a poemas narrativos que celebran los triunfos militares de los otomanos. Las epopeyas en turco y en persa que, en el estilo del Shahnameh, fueron producidas en el siglo XVI en honor de sultanes contemporáneos, fueron ya  criticadas en su propio tiempo por su ausencia de mérito literario o histórico.
Sheikh Galib o Galib Dede (1757-1799), considerado uno de los últimos grandes poetas clásicos de la literatura otomana, escribe en 1782 su más reconocida obra, el masnavi Hüsn ü Aşk o Belleza y Amor. En este alegórico poema narrativo se expresa con elevado lenguaje simbólico, en la forma del romance entre un joven (llamado Hüsn o Belleza) y su amada (llamada Aşk o Amor), las concepciones místico religiosas de su autor, que llegaría a ser  Sheikh del centro sufí de la Orden Mevleví del monasterio de  Gálata.
En el siglo XIX, el género masnavi fue cultivado por algunos de los últimos Libros de la victoria o Zafer-names, relativos a las guerras con Rusia o a los levantamientos de griegos o serbios. Kececizade Izzet Molla (1785-1829) revive el masnavi narrativo en su gran elegía autobiográfica Mihnet-keshan (1825). La vitalidad del masnavi se mantuvo hasta el fin de la literatura otomana. El poeta estambulí Mehmet Akif Ersoy (1873-1936) confirió al masnavi un nuevo impulso, empleándolo en diálogos en verso así como en sus recopilaciones de sermones sobre asuntos religiosos y morales.

## Masnavi urdu

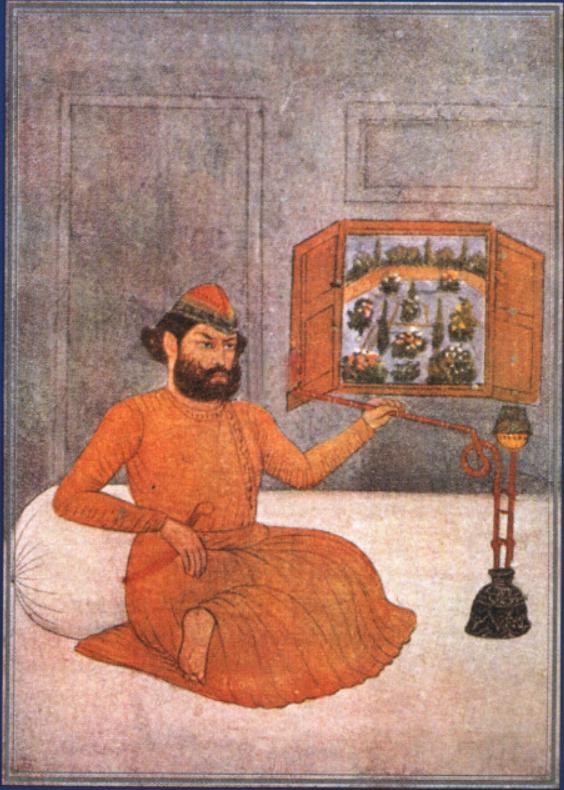
Pintura del de Taqi Mir, poeta del periodo medio del masnavi en urdu

El desarrollo o evolución del masnavi en la lengua urdu, puede ser dividido en tres periodos: primitivo o temprano, medio y moderno.
El primer periodo, que se corresponde con los siglos XVI y XVII n.e., está principalmente relacionado con la fase de la literatura urdu caracterizada por el empleo del dakhini (una de sus variedades dialectales). El masnavi constituye el género más popular en la poesía en dakhini y está representado por una gran cantidad de poemas religiosos y profanos de los cuales algunos, cuentan con varios miles de dísticos. Aunque a menudo eran traducciones o adaptaciones de procedencia persa, un buen número de obras eran originales.
Reseñar de este periodo como eminentes poetas conocidos exclusivamente por sus masnavis, Mirza Muhammad Mukimi (m. ca. 1665 n.e.) autor de Candarbadan u Mahyar y Kamal Khan Rustami quien, en 1649, compuso la primera obra de poesía épica en urdu, el masnavi Khawar-nama («El Libro del Oriente»). Muhammad Nusrat Nusrati (m. 1684) es otro de los poetas reconocidos en esta etapa que dejó un numeroso legado de masnavis, de los que el más célebre es Gulshan-iʿishk («La rosaleda del amor»). Su otro masnavi notable es su extensa epopeya Ali-nama («El Libro de Alí»).
El periodo medio del masnavi en urdu tiene su inicio al comienzo del siglo XVIII. Esta etapa vio la aparición de muchos excelentes masnavis que han dejado su impronta en la literatura urdu. Los masnavis heroicos perdieron terreno durante este periodo, mientras prosperaron los de temática romántica, enriqueciéndose su estilo. Aquellos que trataban temas de amor fundados en experiencias personales se acrecentaron de manera significativa.
El poema Bustan-i khayal («El jardín de la imaginación»), escrito en 1747 por Siradj al-Din (1714-1763 n.e.) de Aurangabad es considerado como el primer masnavi importante del periodo medio. Otros reconocidos poetas de este periodo son Muhammad Taqi Mir (ca. 1724-1810) y Muhammad Muʾmin Khan Muʾmin (1800-51).

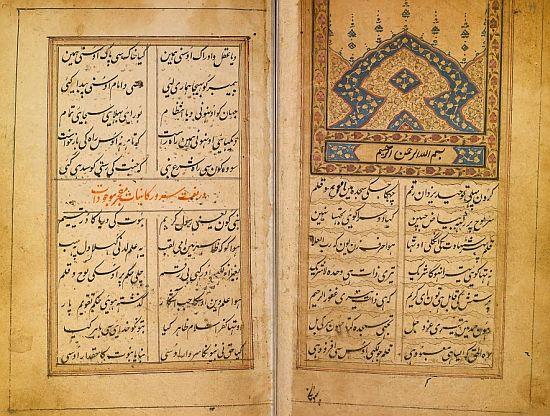
Shir al-Bayan · La historia del Príncipe Benazir y la Princesa Badrimunir · Masnavi en urdu de Mir Ghulan Hasan (1727-1786 n.e.). Manuscrito iluminado, India.

Destaca entre los escritores de masnavis románticos no personales, Mir Ghulam Hasan (m. 1786), más conocido como Mir Hasan. Autor de una docena de conocidos masnavis de longitud variable, su reputación reposa principalmente sobre su extenso Sihr al-bayan («La magia de la elocuencia») que concluye en 1784-5 y que cuenta con aproximadamente 2500 pareados. En este masnavi se relata el amor del príncipe Benazir y de la princesa Badr-i Munir. Además de sus cualidades literarias tales como su sencillo y elegante lenguaje, fiel interpretación de los sentimientos, descripción real de la naturaleza y convincente retrato de los personajes, este masnavi proporciona detalles sobre la vida de la época, como la vestimenta del pueblo, la etiqueta social, las costumbres y las ceremonias.
El periodo moderno del masnavi en urdu se inicia a finales del siglo XIX, coincidiendo con tendencias literarias reformistas. A diferencia de la anterior etapa en que predominaba la temática romántica, el tema predominante del masnavi moderno es social. Además los masnavis de este periodo no son tan extensos como los anteriores y tampoco observan las restricciones que la costumbre imponía a la métrica de los mismos.
De esta época sobresale especialmente, el poeta Altaf Husain Hali (1837-1914), que hace un estudio crítico del papel del masnavi en la poesía urdu y sienta las bases de su posterior evolución. Sus masnavis reflejan sus tendencias sociales y reformistas. Entre ellos los más notables son  Ubb-i watan («Patriotismo»), Taʿassub u insaf («Fanatismo y justicia») y Munadjat-i bewa («La oración de la viuda») que aparecen respectivamente en 1874, 1882 y 1884.
Los esfuerzos renovadores de Hali dieron una nueva dimensión al masnavi y fueron referencia para otros escritores contemporáneos y posteriores como Muhammad Ismaʿil Merafhi (1844-1917), Ahmad ʿAli Shawk Kidwaʾi (1853-1925) y Sayyid ʿAli Muhammad Shad ʿAzimabadi (1846-1927).
El gran poeta en urdu del siglo XX, Muhammad Iqbal (1877-1938) adoptó la forma del masnavi para un gran número de sus poemas, entre los que se encuentra Saki-nama («El libro del escanciador»), considerada una de las grandes obras maestras de la literatura urdu.

## Masnavi árabe
En la poesía en árabe el masnavi, poema basado en pareados, es conocido como muzdawidj.
Como dato significativo destacar que algunos de los muzdawidj se apoyan en el patrón de rima aaa bbb ccc, etc. en lugar del conocido aa bb cc etc.

## Masnavis y arte islámico
La mayoría de los masnavis persas y árabes del periodo  medieval e incluso posterior, fueron editados en forma de manuscritos iluminados que impulsaron esta expresión del arte islámico a sus mayores cotas de esplendor y belleza.

### Literatura persa
- A. Bausani, A. Pagliaro, Storia della letteratura persiana, Il masnavî, págs. 579-777, y La prosa, pgs. 779–846. Nuova Accademia Editrice, 1960.

- Finn Thiesen, A manual of classical Persian prosody: with chapters on Urdu, Karakhanidic, and Ottoman prosody, O. Harrassowitz, 1982, ISBN  9783447021043.
- A. J. Arberry, Classical Persian Literature, Psychology Press, 1994, ISBN  9780700702763.
- J. T. P. de Bruijn, Ehsan Yarshater, General introduction to Persian literature, I.B. Tauris, 2008, ISBN 9781845118860.

### Literatura turca
- A. Bombaci, La letteratura turca, Milan 1969.
- T. Gandjeï, The Baḥr-i dürer: an early Turkish treatise on prosody, in Studia turcologica memoriae Alexii Bombaci dicata, Naples 1982, 237-49.

### Literatura urdu
- Thomas Grahame Bailey, A history of Urdu literature, Editor Al Biruni, 1932.
- Anna Aronovna Suvorova, M. Osama Faruqi, Masnavi: a study of Urdu romance, Oxford University Press, 2000, ISBN 9780195791488.
- R.B. Saksena, History of Urdu Literature, Cosmo Publication, 2003, ISBN 9788129200204.

### Literatura en árabe
- Grunebaum, Gustave E. von (Gustave Edmund), On the origin and early development of Arabic muzdawij poetry, Journal of Near Eastern studies. 3: 1 (1944), pgs. 9-13.